# Estimulación transcraneal con corriente directa

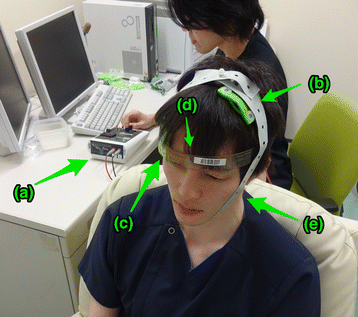
Administration de estimulación transcraneal con corriente directa

La estimulación transcraneal con corriente directa (TDCS, por sus siglas en inglés) es una tecnología de estimulación cerebral que aplica una cantidad pequeña de corriente eléctrica a un área específica del cerebro a través de electrodos colocados sobre el cráneo. Originalmente se desarrolló como tratamiento para acelerar la recuperación de pacientes con daños cerebrales, por ejemplo daño resultante de un infarto cerebral.
Mediante experimentos recientes se ha demostrado que la TDCS se puede usar en personas sin daño cerebral, para incrementar sus capacidades intelectuales y su desempeño en varias actividades, dependiendo del área del cerebro que se estimule. Además, la TDCS se ha utilizado para mejorar las capacidades de lenguaje, matemáticas, atención, solución de problemas, memoria y coordinación.